# 里茲德維亞涅
49°40′42″N 35°33′39″E / 49.67833°N 35.56083°E
里茲德維亞內（烏克蘭語：Різдвяне）是位於烏克蘭東部的村莊，由哈爾科夫州博霍杜希夫區的瓦爾基市鎮負責管轄。該村始建於1856年，面積4.77平方公里，海拔高度139米，2001年人口27，人口密度每平方公里5.66人。